# Paetongtarn Shinawatra
Paetongtarn Shinawatra (thai: แพทองธาร ชินวัตร], född 21 augusti 1986 i Bangkok, är en thailändsk politiker och affärskvinna som sedan den 16 augusti 2024 är Thailands premiärminister och ledare för det politiska partiet Puea Thai sedan 2023. 
Hon är medlem av den politiska familjen Shinawatra och är yngsta dotter till Thaksin Shinawatra (premiärminister från 2001 till 2006) och brorsdotter till Yingluck Shinawatra (premiärminister från 2011 till 2014). Paetongtarn blev Thailands yngsta premiärminister och den andra kvinnan att inneha posten, efter sin faster Yingluck Shinawatra. Hon har även tidigare arbetat på McDonald's.